# Bahnstrecke Schliersee–Bayrischzell
| Übersicht der Bahnstrecken südlich von Holzkirchen |                      |                                                |                                                |
| Streckennummer (DB): | 5621                 |                                                |                                                |
| Kursbuchstrecke (DB): | 955                  |                                                |                                                |
| Kursbuchstrecke: | 429a (1946)          |                                                |                                                |
| Streckenlänge: | 16,659 km            |                                                |                                                |
| Spurweite: | 1435 mm (Normalspur) |                                                |                                                |
| Streckenklasse: | CE                   |                                                |                                                |
| Minimaler Radius: | 215 m                |                                                |                                                |
| Streckengeschwindigkeit: | 60 km/h              |                                                |                                                |
| Zugbeeinflussung: | PZB                  |                                                |                                                |
| |                      |                                                |                                                |
| \| \| 0,000 \| Schliersee \| 785 m \| \| \| \| nach Holzkirchen \| \| \| \| 0,539 \| Schlierach (19 m) \| Schlierach (19 m) \| \| \| 1,200 \| Glashütte[1] \| Glashütte[1] \| \| \| 4,799 \| Fischhausen-Neuhaus (ehem. Bf) \| 801 m \| \| \| \| Übergang zur Neuhauser Bockerlbahn (1919–1922) \| \| \| \| 9,464 \| Fischbachau (ehem. Bf) \| 754 m \| \| \| 10,077 \| Leitzach (26 m) \| Leitzach (26 m) \| \| \| 12,469 \| Geitau \| Geitau \| \| \| 14,280 \| Osterhofen (Oberbay) \| 792 m \| \| \| 16,659 \| Bayrischzell \| 804 m \| \| \| \| \| \| \| Quellen: [2][3][4] \| \| \| \| |                      |                                                |                                                |
| Kopfbahnhof Streckenanfang | 0,000                | Schliersee                                     | 785 m                                          |
| Abzweig geradeaus und nach rechts |                      | nach Holzkirchen                               | nach Holzkirchen                               |
| Brücke über Wasserlauf | 0,539                | Schlierach (19 m)                              | Schlierach (19 m)                              |
| ehemaliger Haltepunkt / Haltestelle | 1,200                | Glashütte                                      | Glashütte                                      |
| Haltepunkt / Haltestelle | 4,799                | Fischhausen-Neuhaus (ehem. Bf)                 | 801 m                                          |
| Strecke |                      | Übergang zur Neuhauser Bockerlbahn (1919–1922) | Übergang zur Neuhauser Bockerlbahn (1919–1922) |
| Haltepunkt / Haltestelle | 9,464                | Fischbachau (ehem. Bf)                         | 754 m                                          |
| Brücke über Wasserlauf | 10,077               | Leitzach (26 m)                                | Leitzach (26 m)                                |
| Haltepunkt / Haltestelle | 12,469               | Geitau                                         | Geitau                                         |
| Haltepunkt / Haltestelle | 14,280               | Osterhofen (Oberbay)                           | 792 m                                          |
| Kopfbahnhof Streckenende | 16,659               | Bayrischzell                                   | 804 m                                          |
| |                      |                                                |                                                |
| Quellen: |                      |                                                |                                                |

Die Bahnstrecke Schliersee–Bayrischzell ist eine eingleisige, nicht elektrifizierte Nebenbahn in Bayern. Die Bahnstrecke verbindet Schliersee mit Bayrischzell und wird von der DB InfraGO betrieben.

## Geschichte
Am 15. Oktober 1903 begannen die Planungen, die Bahnstrecke Holzkirchen–Schliersee nach Bayrischzell zu verlängern. Anfangs existierten mehrere Möglichkeiten zur Anbindung Bayrischzells, von Westerham durch das Leitzachtal, von Miesbach  über Fischbachau, von Gmund über Hausham nach Bayrischzell. Letztendlich fiel die Entscheidung für die heutige Streckenführung. Im Mai 1910 begannen schließlich die Bauarbeiten. Am 14. August 1911 konnte der erste Streckenabschnitt von Schliersee nach Fischbachau in Betrieb genommen werden. Am 1. Oktober desselben Jahres wurde auch der Abschnitt nach Bayrischzell fertiggestellt, die Strecke wurde nun feierlich eröffnet. Von 1925 bis 1930 wurde die Elektrifizierung der Strecke beantragt, diese wurde aber von der Deutschen Reichsbahn abgelehnt. 1945 war die Bahnstrecke für über ein Jahr unterbrochen, nachdem sich südlich von Schliersee am Westerberg ein Erdrutsch ereignete. In den 1950er und 1960er Jahren fuhren an Winterwochenenden bis zu 6 vom Sporthaus Scheck gecharterte Sonderzüge morgens aus München nach Bayrischzell und abends zurück. Ab den 1970er Jahren wurde wegen sinkender Fahrgastzahlen die Stilllegung der Strecke diskutiert. Ein deutlicher Rückbau der Gleisanlagen im Bahnhof Schliersee erfolge in den 1980er Jahren. Im März 1989 wurde der zuletzt sehr schwache und nur noch bei Bedarf – mit Lokomotiven der Baureihe 333 abgewickelte – Güterverkehr  eingestellt.
Am 1. November 1998 übernahm die Bayerische Oberlandbahn den Betrieb des Schienenpersonennahverkehrs auf der Strecke; sie konnte in kurzer Zeit die Fahrgastzahlen verdreifachen. An schönen Wochenenden ist der Ansturm der Ausflügler zuweilen so groß, dass Fahrgäste nicht mehr zusteigen können. Sowohl eine Elektrifizierung der Strecke als auch eine vom Landkreis Miesbach geforderte Verdichtung auf einen Halbstundentakt werden vom Landesverkehrsministerium trotz dringender Notwendigkeit abgelehnt. Eine angedachte Erprobung von E-Tendern oder Akku-Lokomotiven ist finanziell noch nicht abgesichert und könnte außerdem an einem fehlenden Produzenten scheitern.
Im Oktober 2021 wurden die alten Stellwerke in Bayrischzell und Schliersee durch ein ESTW Regional der Bauart Scheidt & Bachmann ersetzt, welche nun von Weilheim aus ferngesteuert werden.

### Zukunftsaussichten
Da die Infrastruktur für die steigende Nachfrage Richtung München nicht mehr ausreicht, beauftragte die Bayerische Staatsregierung die Deutsche Bahn am 1. August 2023 mit der Entwurfs- und Genehmigungsplanung für eine Elektrifizierung sowie einen Ausbau der Strecke.
Die Pläne beinhalten die Errichtung einer Oberleitungsanlage für den Ersatz der Diesel- durch Elektrozüge, die Reduzierung von Langsamfahrstellen und Pfeiftafeln durch technische Sicherung oder Auflassung von Bahnübergängen sowie optional der Bau eines Kreuzungsbahnhofes in Fischbachau oder Geitau. 2023 war das Ziel die Inbetriebnahme der Oberleitung Anfang der 2030er Jahre.
Ein Gutachten, das im Rahmen des Projektes „Bahnausbau Region München“ durchgeführt wurde, befand im Juli 2024 eine perspektivische Eingliederung in das geplante Regional-S-Bahn-Netz für positiv.

## Streckenbeschreibung
Ausgehend vom Bahnhof Schliersee, einem Kopfbahnhof, wird der Schliersee westlich umfahren. Ab dem Haltepunkt Fischbachau folgt die Bahnstrecke dem Tal der Leitzach bis zum Endbahnhof Bayrischzell. Vor dem Haltepunkt Osterhofen (Oberbay) überquert die Wendelstein-Seilbahn die Bahnstrecke.

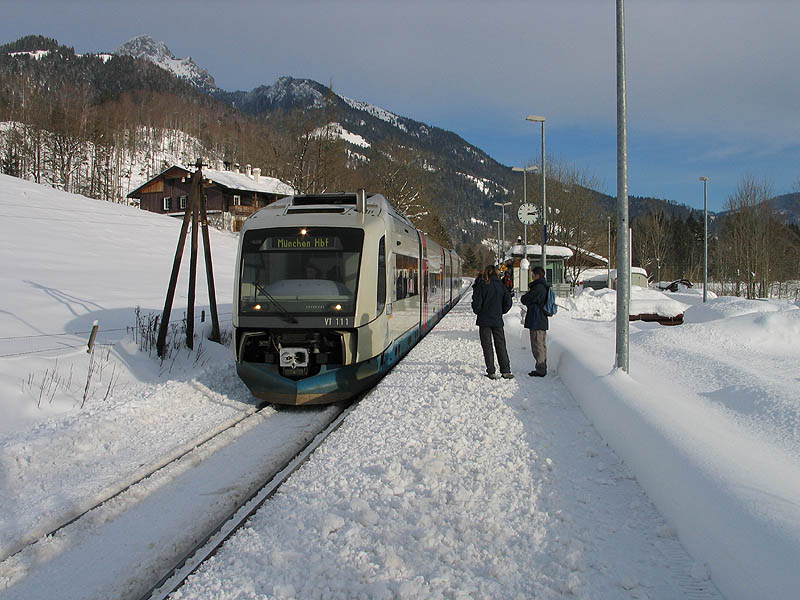
Integral S5D95 der BOB in Geitau
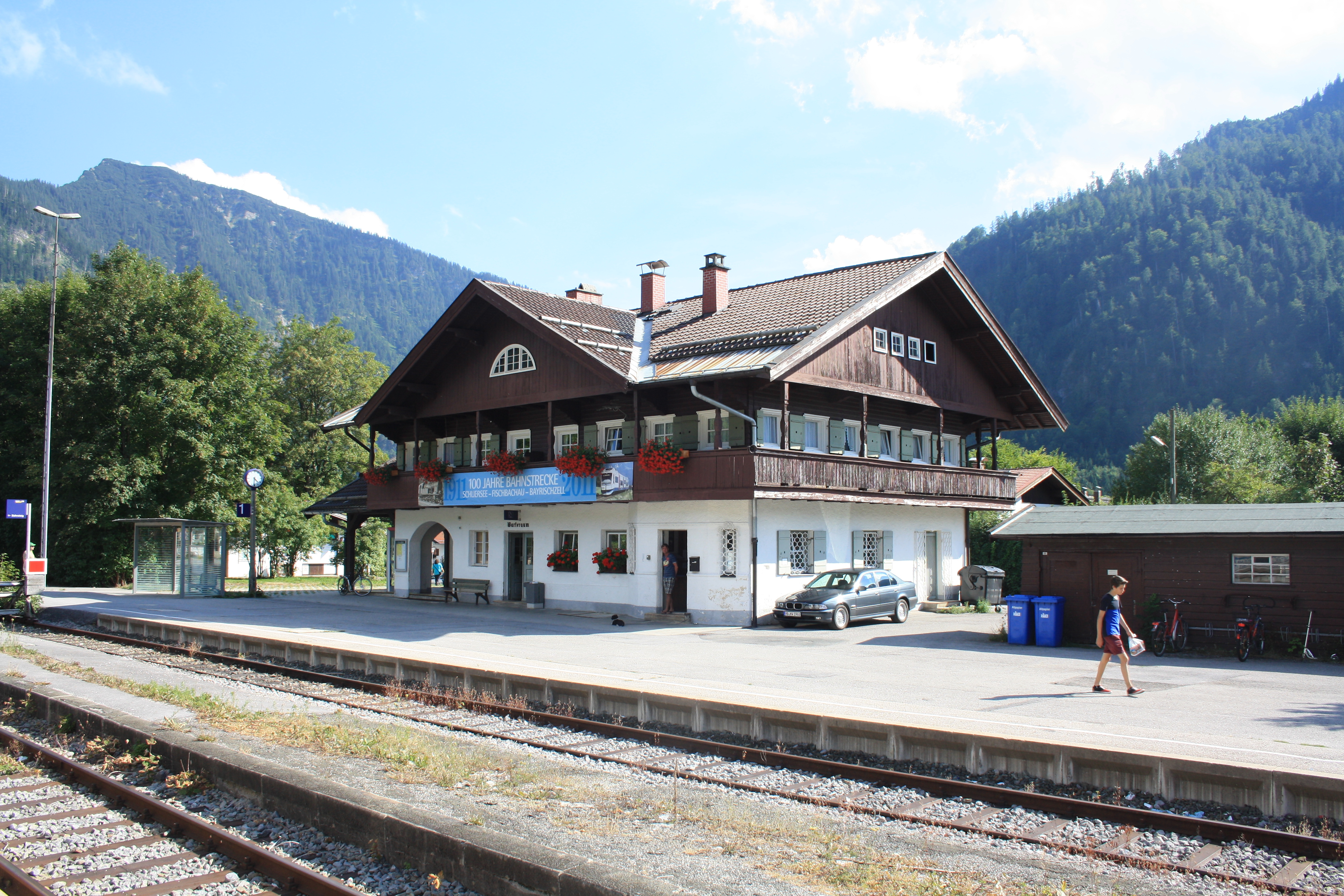
Endbahnhof der Strecke: Bayrischzell

## Verkehr und Fahrzeugeinsatz
Die Bayerische Oberlandbahn bietet unter der Marke Bayerische Regiobahn (BRB) einen Stundentakt von München Hbf über Schliersee nach Bayrischzell an. Das Bahnunternehmen setzt seit Juni/Juli 2020 Dieseltriebwagen des Typs LINT 54 ein. Davor wurden Fahrzeuge der Typen Integral S5D95 und Talent eingesetzt.